# Valerie Jenaer
Valerie Jenaer (Hasselt, 18 september1995) is een Belgisch roeister, ijshockeyster, bobsleester en wielrenster.

## Levensloop
Jeaner werd op 8-jarige leeftijd actief in het ijshockey bij Haskey Hasselt. Later was ze actief bij Haskey erfgenaam Limburg One en vervolgens maakte ze de overstap naar de Cold Play Sharks Mechelen. Daarnaast was ze actief bij de nationale ploeg. Voor de nationale equipe was ze kapitein en nam ze deel aan acht 2B-wereldkampioenschappen.
Ook was ze tijdens haar studententijd aan de Hogeschool PXL - waar ze accountancy fiscaliteit studeerde met als specialisatie 'sportmanagement' - actief als kapitein van het roeiteam. Met dit roeiteam won ze meermaals de Limburgse studentenregatta. Later richtte ze zich ook op het bobsleeën, alwaar ze als pilote een tijdlang deel uitmaakte van het nationale ploeg, de Belgian Bullets. 
In 2021 deed ze haar intrede in het professioneel wielrennen bij 'Sprinters Malderen'. In het wielrennen legde ze zich aanvankelijk toe op de weg- en veldrijden. In 2023 maakte ze deel uit van het sprintteam (voorts bestaande uit Nicky Degrendele, Elke Vanhoof en Julie Nicolaes) op het EK baanwielrennen in het Zwitserse Grenchen. Ze behaalde er met het nationale team een zesde plaats. Ook verbeterde Jenaer er de Belgische besttijd op de 500 meter tijdrit. Eveneens in 2023 nam ze deel aan het wereldkampioenschappen te Glasgow. Ze strandde er met het Belgisch team in de kwalificaties. Ze behaalden er een twaalfde plaats in de eindrangschikking.